# Стельмах Радомир Русланович
Радомир Русланович Стельмах (нар. 18 серпня 2005, Запоріжжя) — український гімнаст. Чемпіон Європи серед юніорів у командній першості. Майстер спорту міжнародного класу.

## Спортивна кар'єра
Спортивною гімнастикою займається з шести років. Вихованець запорізької дитячо-юнацької спортивної школи №1.

### 2020
У грудні під час пандемії коронавірусу на дебютному чемпіонаті Європи серед юніорів разом з Іллею Ковтуном, Володимиром Костюком, Іваном Севруком та Микитою Мельниковим вперше в історії збірної України здобули перемогу в командній першості. У фіналі вправи на коні посів шосте місце.

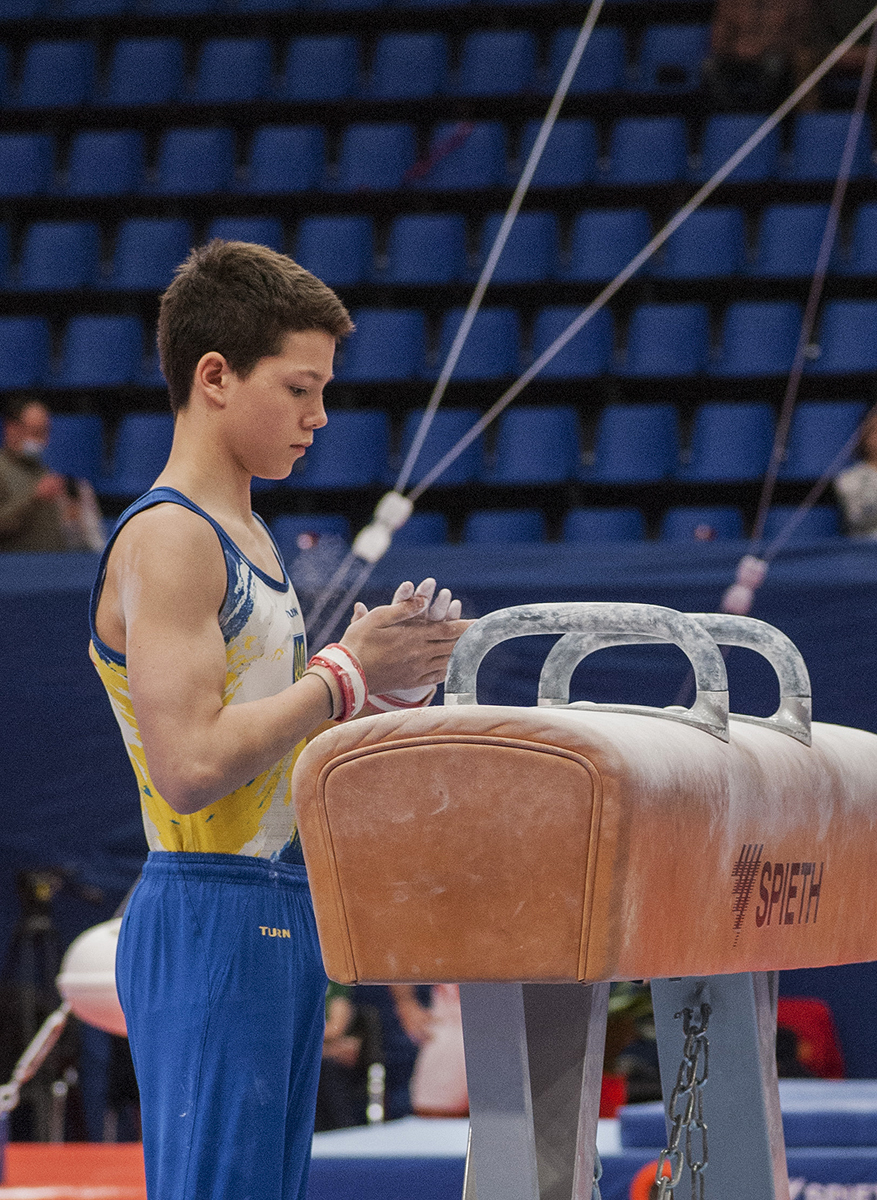

## Результати на турнірах

### Юніорські змагання
| Рік  | Змагання                                      | КБ | ІБ | Вільні вправи | Кінь | Кільця | Опорний стрибок | Паралельні бруси | Перекладина |
| ---- | --------------------------------------------- | -- | -- | ------------- | ---- | ------ | --------------- | ---------------- | ----------- |
| 2020 | Міжнародний юніорський турнір, Баку           | 1  | 2  |               | 1    | 4      | 6               | 8                | 7           |
| 2020 | Відкритий чемпіонат м. Києва                  |    | 1  |               |      |        |                 |                  |             |
| 2020 | Чемпіонат Європи                              | 1  |    |               | 6    |        |                 |                  |             |
| 2021 | Відкритий чемпіонат м. Києва                  |    | 1  |               |      |        |                 |                  |             |
| 2021 | Чемпіонат України серед юнаків. Кропивницький | 2  | 1  |               |      |        |                 |                  |             |
| 2021 | UKRAINE INTERNATIONAL CUP                     | 1  | 1  | 1             | 3    | 7      | 3               | 1                | 2           |
| 2021 | Гімназіада України                            | 1  | 1  |               |      |        |                 |                  |             |
| 2021 | Чемпіонат України серед ДЮСШ та СДЮШОР        | 3  | 2  |               |      |        |                 | 2                | 1           |
| 2022 | Європейський юнацький олімпійський фестиваль  | 6  | 1  | 2             | 2    | 10     |                 | 3                |             |
| 2022 | Чемпіонат Європи                              | 7  | 5  | 10            | 5    | 14     |                 | 60               | 35          |

### Дорослі змагання
| Рік  | Змагання                            | КБ | ІБ | Вільні вправи | Кінь | Кільця | Опорний стрибок | Паралельні бруси | Перекладина |
| ---- | ----------------------------------- | -- | -- | ------------- | ---- | ------ | --------------- | ---------------- | ----------- |
| 2023 | Чемпіонат України, м. Кропивницький | 2  | 3  |               | 2    |        |                 | 2                | 3           |
| 2023 | Чемпіонат Європи                    | 9  | 37 | 97            | 57   | 65     |                 | 88               | 20          |
| 2023 | Кубок світу в Осієці                |    |    | 5             | 8    |        |                 | 16               | 24          |
| 2023 | Чемпіонат світу                     | 12 |    | 91            | 24   |        |                 | 73               | 136         |
| 2024 | Кубок виклику в Анталії             |    |    |               | 3    |        | 3               | 2                | 5           |
| 2024 | Чемпіонат Європи                    | 1  |    | 70            | 12   | 61     |                 | 43               | 73          |
| 2024 | Кубок виклику в Копері              |    |    | 16            | 24   |        |                 | 14               | 5           |
| 2024 | Олімпійські ігри                    | 5  |    | 46            | 20   | 54     |                 | 15               | 24          |